# Шазалон, Джеки
Жаклин (Джеки) Шазалон (фр. Jacqueline "Jacky" Chazalon; род. 24 марта 1945, Алес) — французская баскетболистка. Девятикратная чемпионка Франции и четырёхкратная финалистка Кубка европейских чемпионов с клубом «Клермон ЮК», ведущий игрок сборной Франции, серебряный призёр чемпионата Европы (1970). Кавалер медали Робера Бюнеля (1994), баскетболистка столетия во Франции, лауреат премии «Глуар дю спорт» (2003), член Зала славы ФИБА (2009). Кавалер ордена Почётного легиона и ордена «За заслуги».

## Игровая карьера
Джеки Шазалон начала активно заниматься баскетболом в 12 лет. Игровая карьера Шазалон началась в командах её родного Алеса. Отыграв затем по году в «Валансе» и «Монферране», в 1964 году она присоединилась к клубу «Клермон ЮК» (фр. Clermont-Ferrand Université Club), в котором и выступала до конца карьеры. В декабре 1963 года в Страсбурге Шазалон впервые сыграла за сборную Франции, выйдя на площадку в матче со швейцарками, а в следующем году дебютировала на чемпионате Европы.
Со временем в «Клермоне» под руководством Эдит Тавер, сформировалась сильнейшая команда Франции и Европы (постоянно обыгрывавшая в товарищеских встречах и американские женские университетские команды). В команде, капитаном которой была Шазалон, играли также Катрин Малфуа и Катрин Шаневуа. Начиная с сезона 1968 года, «Клермон ЮК» и Шазалон выиграли чемпионат Франции девять раз подряд, по ходу проведя беспроигрышные серии длиной 222 и 125 матчей.
В 1970 году сборная Франции с Шазалон дошла до финала чемпионата Европы (где, однако, не смогла составить конкуренцию советской команде, ведомой Ульяной Семёновой), а на следующий год приняла участие в чемпионате мира. В 1971 году девушки из Клермона впервые пробились в финал Кубка европейских чемпионов и за следующие пять лет добились этого успеха ещё трижды. Им ни разу, однако, не удалось завоевать этот титул — француженки неизменно уступали в финале командам из Восточной Европы.
В составе сборной Франции Шазалон провела с 1963 по 1976 год 189 игр, набрав в общей сложности 2270 очков. Среди её достижений были 42 очка, набранных в товарищеском матче 1970 года с командой Венгрии (окончательный счёт игры 76:32). На чемпионате Европы Шазалон набирала в среднем по 20,4 очка за игру, заняв третье место в списке лучших бомбардиров турнира, а два года спустя — по 18,9 очка за игру. В 1976 году она была включена в символическую сборную Европы, закончив выступления в возрасте 31 года после шестого в карьере чемпионата континента, который проходил в том числе и в ставшем для неё родным Клермон-Ферране. Через год после окончания выступлений Шазалон по просьбе журналиста Национального телевидения Жана Реналя организовала транслировавшийся в прямом эфире матч между французскими баскетболистами мужского и женского пола. В ходе этой программы она участвовала в соревновании по штрафным броскам и показательном конкурсе дриблинга, где её соперником был ведущий игрок мужской сборной Франции Ален Жиль.

### Стиль игры
Будучи относительно невысокого для баскетбола роста (172 см на пике карьеры), она выработала свой особый стиль игры, основой которого были виртуозный раскачивающийся дриблинг (в том числе за спиной и между ног) и финты. С больших дистанций Шазалон бросала мяч в корзину двумя руками от головы, а с расстояния 3-4 метра использовала мощный и элегантный джамп-шот. Выходя на кольцо, она иногда начинала скакать на одной ноге, и это заканчивалось броском, который позже в исполнении Тони Паркера стал известен как «слеза». В её арсенале также был бросок крюком с любой руки. Шазалон ориентировалась на игровой стиль Джулиуса Ирвинга и Оскара Робертсона. В эпоху, когда на Западе (в отличие от Восточной Европы) женский баскетбол ещё только развивался, она много тренировалась с мужчинами, в том числе американскими легионерами французских мужских клубов. В начале 1970-х годов, будучи уже ведущим игроком французской национальной команды, она могла пропустить сборы ради поездки в США для участия в мужских баскетбольных мастер-классах.

## Дальнейшая карьера
Даже в годы выступлений за «Клермон ЮК» Джеки Шазалон формально считалась преподавателем физкультуры, получая от государства зарплату, эквивалентную 400 долларам в месяц, и такую же сумму командировочных. После окончания игровой карьеры она действительно занялась преподавательской работой. Используя полученный в США опыт, Шазалон стала основательницей первых в Европе баскетбольных школ. В дальнейшем Шазалон при помощи американки Кармин Кальцонетти организовала сеть юношеских спортивных лагерей Sports Elite Jeunes, где помимо баскетбола ведутся занятия по гольфу, регби и футболу. С 2004 года она возглавляла Ассоциацию игроков сборной Франции.

## Признание заслуг
Джеки Шазалон была удостоена за свои заслуги государственных наград Франции. Уже в 1975 году она была награждена орденом «За заслуги». В 2012 году к её наградам добавился орден Почётного легиона.
Шазалон также является лауреатом многочисленных национальных и международных спортивных наград. В 1970 году она была удостоена золотой медали Спортивной академии Франции. В 1994 году ей была присуждена Медаль Робера Бюнеля — высшая награда Федерации баскетбола Франции, а в 1997 году Золотая медаль Федерации баскетбола Франции. В 1999 году решением панели экспертов ежемесячника Maxi-Basket Джеки Шазалон была признана баскетболисткой столетия во Франции (у мужчин этот титул получил Ален Жиль). В 2003 году ей была присуждена премия «Глуар дю спорт» (фр. Gloire du sport), а на следующий год она стала членом Французской баскетбольной академии. С 2009 года имя Шазалон включено в списки Зала славы ФИБА, где она стала первым французским игроком, а в 2016 году её кандидатура была выдвинута на включение в списки Зала славы баскетбола в Спрингфилде (США).